# ハルト線
ハルト線（ドイツ語: Hardtbahn）はバーデン＝ヴュルテンベルク州カールスルーエとリンケンハイムを結ぶ都市電車向けの鉄道路線で、1870年にバーデン・ライン線の一部として開通された。1895年グラベン＝ノイドルフ - カールスルーエ間の新線が軍事的な目的で開通された以来、この路線はバーデン・ライン線から分離されて、その支線として降等されている。1979年以来この路線は都市電車路線として運用されている。

## 歴史

### バーデン邦有鉄道
マンハイム - カールスルーエ間鉄道建設が計画された際には、南側部分の経路について大公フリードリヒ1世はリンケンハイム、エゲンシュタイン経由路線の案件に優先権を与えた。1870年8月4日にマンハイム - カールスルーエ間はハルト森を通過する経路で開通された。フランスとの軍事的対立のため、軍事鉄道の建設が必要となって、グラーベン＝ノイドルフ - カールスルーエ区間の新線およびカールスルーエ - アグノー間が1895年に開通された。その以来この路線はライン線から分離されている。
1900年にカールスルーエ駅の移転が決定されて、中央駅は1913年に当時の市街地南端に設置された。その結果、エゲンシュタイン - ミュールベルク間は移設されて、列車は新しい中央駅へ走行することとなった。ノイロイト駅もその関係で本来の場所から西の方へ移転された。

### ドイツ連邦鉄道
1950年代に乗客数が継続的に減少して、1967年5月28日に旅客列車路線が廃止された。その時期にグラーベン＝ノイドルフ - カールスルーエ原子力研究センター（現在カールスルーエ工大北研究団地）の分岐点間で線路が引き続いて撤去された。ノイロイトのアメリカ軍部隊と研究センターの貨物輸送の影でミュールベルク - 原子力研究所区間は存続できた。
1975年ノイロイトがカールスルーエ市に編入された後に、ハルト線の線路を路面電車向けに活用する計画が公表された。その為にアルプタール交通会社（Albtal-Verkehrs-Gesellschaft mbH, AVG）はドイツ連邦鉄道と長期間に難解な交渉を行って、1977年12月23日この路線に路面電車と貨物列車が共に使用する内容の協定を締結した。1979年10月5日ノイロイトの改修区間が新たに開業され、ヴェルシュノイロイト街 - ノイロイト・キルヒハイム間はハルト線上におけるA号線区間となった。A号線の延長は連邦鉄道の旧線に市街電車を走行させる形態で、「カールスルーエモデル」発展段階の一つであった。
1982年7月2日にカールスルーエ市、エゲンシュタイン＝レオポルズハーフェン町、リンケンハイム＝ホッホシュテッテン町は都市電車路線をホッホシュテッテンまで延長する協約を結んだ。1985年11月から1986年12月までハルト新線のノイロイト - レオポルズハーフェン区間の延長工事が行われた。レオポルズハーフェン区間は町の中心部に移設された。1987年と1988年には「停車場プログラム」によって乗降場は高さ38 cmで改修された。1989年6月3日ハルト線はホッホシュテッテンまで延長された。リンケンハイム＝ホッホシュテッテン町では新線が旧連邦道のカールスルーエ街に隣接して建設されたので、現在まで狭い通路と自家用車交通との摩擦の恐れがある。

### 1989年以後の改修と発展
1989年12月8日より市街電車はカールスルーエ工大北研究センター駅へ1日2往復で運行されている。1990年初、研究センターへ出入する貨物列車がレオポルズハーフェンの新線を経由することが合議されて、エゲンシュタイン - 研究センター分岐点間は必要なくかった。その区間は1997年5月公式的に廃止された。1990年にノイロイト区の区間に、1992年にレオポルドにおけるフランクフルト街駅とループ線の間に、1993年の初めエゲンシュタイン - シュヴェーリン街駅間に、複線線路はそれぞれ備えられた。
1994年にカールスルーエ運輸連合（Karlsruher Verkehrsverbund, KVV）が設立されて、A号線はバート・ヘレンアルプ方面のS1系統とイッテルスバッハ方面のS11系統に分離された。1995年12月にエゲンシュタイン南駅が開業された。同時に、その停車場まで複線区間が拡張されて、エゲンシュタイン区間で複線の運行が確立された。1997年にノイロイト・キルヒフェルト駅と国道36号上鉄道橋の間は複線で改修されて、ノイロイト - エゲンシュタイン間の単線線路は約500 mほど残った。
2006年5月以来、カールスルーエ市内の旧線はカールスルーエ市営交通（Verkehrsbetriebe Karlsruhe, VBK）の市電3系統向けで、部分的に活用されている。

## 運行形態
この路線の運賃システムはカールスルーエ運輸連合により管理されている。
- 都市広域電車（S1）: ホッホシュテッテン - リンケンハイム - レオポルズハーフェン - エゲンシュタイン - ノイロイト - ヨルク街 - 市場広場 - カールスルーエ - エットリンゲン - バート・ヘレンアルプ。
- 都市広域電車（S11）: ホッホシュテッテン - リンケンハイム - レオポルズハーフェン - エゲンシュタイン - ノイロイト - ヨルク街 - 市場広場 - カールスルーエ - エットリンゲン - イッテルスバッハ。

貨物列車はエゲンシュタインからクニーリンゲン産業団地を貫通する線路上を走行して、稀に放射性廃棄物や軍用貨物を運搬している。他に保存用蒸気機関車は旧駅舎の公開日に運行される。